# 今村彩夏 STAY GOLD
『今村彩夏 STAY GOLD』（いまむらあやかステイゴールド）は、2014年7月9日から2018年6月27日まで文化放送超!A&G+で放送されていたラジオ番組。愛称はステゴ。パーソナリティは今村彩夏。

## 番組概要
「新人声優・今村彩夏が、ラジオ業界の常識を学びつつ、成長していく『リアルドキュメンタリー』番組」というコンセプトのもとで放送するラジオ番組。「STAY GOLD」には「輝き続ける」という意味を込めている。番組中ではSEやジングルは一切使われていない（エフェクトは使われている）。
2016年4月期からは自分の価値を高めるために自給自足の旅をするというコンセプトになった。
番組タイトルは今村が好きな競走馬であるステイゴールドからとられている。

### 放送時間
超!A&G+
- 本放送

毎週水曜日 26:30 - 27:00（2015年4月8日 - 2018年6月27日）
毎週水曜日 26:00 - 26:30（2014年7月9日 - 2015年4月1日）
- リピート放送

毎週木曜日 15:00 - 15:30（2016年4月7日 - 2018年6月28日）
毎週木曜日 12:00 - 12:30（2015年10月8日 - 2016年3月31日）
毎週木曜日 6:30 - 7:00（2014年7月10日 - 2015年10月1日）
過去の放送局
宮ヶ瀬レイクサイドエフエム（おまけ放送あり）
- 本放送

毎週日曜日12:00 - （2015年4月12日 - 2016年）
- リピート放送

毎週土曜日12:00 - （2015年4月11日 - 2016年）

### パーソナリティ
今村彩夏

## 各回リスト
| 2014年 | 2014年         | 2014年                                         | 2014年                                     |
| 放送回 | 放送日         | サブタイトル                                   | 取り戻した機材・備考                       |
| ------ | -------------- | ---------------------------------------------- | ------------------------------------------ |
| #1     | 2014年 7月 9日 | もういいよ                                     | 番組のメールアドレス                       |
| #2     | 2014年 7月16日 | 施設内で録るんです                             | 簡易スタジオ(秘密基地)                     |
| #3     | 2014年 7月23日 | あーけらんねえ                                 | 音を出せる器材                             |
| #4     | 2014年 7月30日 | うめおにぎり                                   | 効果音(SE)                                 |
| #5     | 2014年 8月 6日 | 時間が時間ですもんね                           | ストップウォッチ（誕生日プレゼント）       |
| #6     | 2014年 8月13日 | スペインから来られたんですか                   | -                                          |
| #7     | 2014年 8月20日 | 教育上良くないのも重々承知だし                 | 扇風機                                     |
| #8     | 2014年 8月27日 | アドレナリンって言いそうになった               | -                                          |
| #9     | 2014年 9月 3日 | 人周りにおるしぃ...                            | NGを出さない度胸                           |
| #10    | 2014年 9月10日 | あえて座って寝てみる                           | 静止画を1枚流せる権利                      |
| #11    | 2014年 9月17日 | 文化放送２階の連絡橋                           | イベントの開催                             |
| #12    | 2014年 9月24日 | しゃーないか                                   | -                                          |
| #13    | 2014年10月 1日 | かわいいですか？                               | -                                          |
| #14    | 2014年10月 8日 | 試練だからです。                               | CM制作をした                               |
| #15    | 2014年10月15日 | おっおう・・・おっおう・・・                   | 粘土細工をした                             |
| #16    | 2014年10月22日 | しない？                                       | ラジオに欠かせない鳴り物（SEが鳴らせる棒） |
| #17    | 2014年10月29日 | 点数にしたら何点ぐらいですかね？               | ゲストトークの練習をした                   |
| #18    | 2014年11月 5日 | 気持ちは大丈夫ですか？心の整理は大丈夫ですか？ | ジングル収録をした                         |
| #19    | 2014年11月12日 | いややこの場所…                                | -                                          |
| #20    | 2014年11月19日 | つたやだ                                       | -                                          |
| #21    | 2014年11月26日 | どや！・・・もう・・・どや                     | 歌声を披露した                             |
| #22    | 2014年12月 3日 | ちょっとコンちゃんNGだわ                       | -                                          |
| #23    | 2014年12月10日 | 分割やな・・・                                 | -                                          |
| #24    | 2014年12月17日 | あぁ…ほんのり冷たい                            | -                                          |
| #25    | 2014年12月24日 | ハイオク満タンですか？                         | -                                          |

| 2015年      | 2015年           | 2015年                                            | 2015年                       |
| 放送回      | 放送日           | サブタイトル                                      | 取り戻した機材等             |
| ----------- | ---------------- | ------------------------------------------------- | ---------------------------- |
| #26         | 2015年 1月 7日   | 刑務所にきたよ                                    | -                            |
| #27         | 2015年 1月14日   | もっとくださいよ！                                | -                            |
| #28         | 2015年 1月21日   | 心が荒れる                                        | -                            |
| #29         | 2015年 1月28日   | 今日はようくれるやんけ                            | -                            |
| #30         | 2015年 2月 4日   | すみません、STAY GOLDなめてました                 | 誘い笑い                     |
| #31         | 2015年 2月11日   | 林檎が赤くなると医者が青くなる                    | -                            |
| #32         | 2015年 2月18日   | 神様にこれお供えする？                            | -                            |
| #33         | 2015年 2月25日   | さぁ、彩夏一発書きよ！                            | -                            |
| #34         | 2015年 3月 4日   | ええ～ 三つ折りにすんの？                         | -                            |
| #35         | 2015年 3月11日   | なんて日だ！                                      | -                            |
| #36         | 2015年 3月18日   | シンプル イズ ベスト？                            | -                            |
| #37         | 2015年 3月25日   | 段差気をつけてください。軽くあります。はーい。    | スタジオ                     |
| #38         | 2015年 4月 1日   | シールついてる                                    | -                            |
| #39         | 2015年 4月 8日   | 誰かおる 誰かおる                                 | -                            |
| #40         | 2015年 4月15日   | 俺、完全に独りじゃねえか！                        | -                            |
| #41         | 2015年 4月22日   | ディデーーーーン！                                | -                            |
| #42         | 2015年 4月29日   | 神戸マラソンまであと半年？                        | -                            |
| #43         | 2015年 5月 6日   | ジェネレーションギャップ？                        | -                            |
| #44         | 2015年 5月13日   | つくねがきらい                                    | -                            |
| #45         | 2015年 5月20日   | つらいわ～ 生きるのつらいわ～                     | -                            |
| #46         | 2015年 5月27日   | あー！とれなかった！！！                          | -                            |
| #47         | 2015年 6月 3日   | じゃぶじゃぶ                                      | -                            |
| #48         | 2015年 6月10日   | 選挙活動か！                                      | -                            |
| #49         | 2015年 6月17日   | ドキュメンタリーやってっからさ                    | -                            |
| #50         | 2015年 6月24日   | お馬さんにハート                                  | -                            |
| #51         | 2015年 7月 1日   | NGつってるじゃんかずっと！                        | -                            |
| #52         | 2015年 7月 8日   | これなかなかの賭けだよ                            | -                            |
| #53         | 2015年 7月15日   | ゴミが落ちていたんで拾いますね                    | -                            |
| #54         | 2015年 7月22日   | シャッター閉まっとんやけど基本                    | -                            |
| #55         | 2015年 7月29日   | 誕生日だぞ！                                      | -                            |
| #56         | 2015年 8月 5日   | え？ちょっともう 今村さん、もうびっくりだよ       | -                            |
| #57         | 2015年 8月12日   | アドリブ力すごい                                  | -                            |
| #58         | 2015年 8月19日   | テントはみんな見えないことにしよう                | -                            |
| #59         | 2015年 8月26日   | 好き、ありがとう                                  | 文化放送の入館証             |
| #60         | 2015年 9月 3日   | フルコンボだドン！                                | -                            |
| #61         | 2015年 9月 9日   | 一番失礼な回やったで今回                          | -                            |
| #62         | 2015年 9月 16日  | い～じゃん！ ラジオっぽいよ！                     | -                            |
| #63         | 2015年 9月 23日  | 暴れっぞ！                                        | -                            |
| #64         | 2015年 9月 30日  | こもごもってなんや？                              | -                            |
| #65         | 2015年 10月 7日  | これみなさんもこれから大変になるよ                | 秋の改編突破、FM今村開設決定 |
| #66         | 2015年 10月 14日 | とりあえずLは基本白で                             | -                            |
| #67         | 2015年 10月 21日 | 蹴られたロックン                                  | -                            |
| #68         | 2015年 10月 28日 | 電車うるさい！                                    | -                            |
| #69         | 2015年 11月 4日  | あたしなんでこんなことしてるんだっけ              | -                            |
| #シネマチ祭 | 2015年 11月 7日  | タイトルなし                                      | -                            |
| #70         | 2015年 11月 11日 | 今日は・・・ちゃうで！                            | -                            |
| #71         | 2015年 11月 18日 | あ・・・ちょっと階段・・・あ・・・                | -                            |
| #72         | 2015年 11月 25日 | 簡単にできましたらねぇ みなさんやっているんですよ | -                            |
| #73         | 2015年 12月 2日  | シューっていってる！                              | -                            |
| #74         | 2015年 12月 9日  | 理想のデート？                                    | -                            |
| #75         | 2015年 12月 16日 | 050                                               | -                            |
| #76         | 2015年 12月 23日 | 後から言うのやめない？ そういうの                 | -                            |
| #77         | 2015年 12月 30日 | なにこのスピード感                                | -                            |

| 2016年 | 2016年           | 2016年                                                                       | 2016年                     |   |
| ------ | ---------------- | ---------------------------------------------------------------------------- | -------------------------- | - |
| #78    | 2016年 1月 6日   | 5円がねーや                                                                  | -                          |   |
| #79    | 2016年 1月 13日  | 新年早々捕まりたくない                                                       | -                          |   |
| #80    | 2016年 1月 20日  | やばい、社会人みたいなことしようとしてる                                     | -                          |   |
| #81    | 2016年 1月 27日  | なんでも売ってんじゃん                                                       | -                          |   |
| #82    | 2016年 2月 3日   | ただいまおかえり言いたかったよ                                               | -                          |   |
| #83    | 2016年 2月 10日  | 小学校高学年以上                                                             | -                          |   |
| #84    | 2016年 2月 17日  | 文化放送内で干されるよ私                                                     | -                          |   |
| #85    | 2016年 2月 24日  | 今日フェブラリーステークス当てんじゃねぇかっていうぐらいの気持ちですよ今私は | -                          |   |
| #86    | 2016年 3月 2日   | え・・・そんな感じ？                                                         | -                          |   |
| #87    | 2016年 3月 9日   | ステゴで学んできた事                                                         | -                          |   |
| #88    | 2016年 3月 16日  | いいサイズ！                                                                 | -                          |   |
| #89    | 2016年 3月 23日  | 天むす、スゲェ！                                                             | -                          |   |
| #90    | 2016年 3月 30日  | おかしいよ ブツがほしいよ ステゴでも                                         | -                          |   |
| #91    | 2016年 4月 6日   | 10 km/h                                                                      | -                          |   |
| #92    | 2016年 4月 13日  | 神田                                                                         | -                          |   |
| #93    | 2016年 4月 20日  | WITHINE 今村彩夏です                                                         | サンプルボイス             |   |
| #94    | 2016年 4月 27日  | 地道かっ！！                                                                 | -                          |   |
| #95    | 2016年 5月 4日   | クソダサなんですけど                                                         | -                          |   |
| #96    | 2016年 5月 11日  | 教えてくださいよ～                                                           | -                          |   |
| #97    | 2016年 5月 18日  | 開いてる曜日だわ                                                             | バイト代250円              |   |
| #98    | 2016年 5月 25日  | めっちゃ今村はんテンション上がっとるがな                                     | -                          |   |
| #99    | 2016年 6月 1日   | CDが聞けません                                                               | -                          |   |
| #100   | 2016年 6月 8日   | ぐろ～…ぐろ～ぷ こんとろ～らぁ…？                                            | -                          |   |
| #101   | 2016年 6月 15日  | え？まじで？ 私今日大丈夫？いろいろ                                          | -                          |   |
| #102   | 2016年 6月 22日  | 使う・・・？ 大丈夫かな・・・？                                              | -                          |   |
| #103   | 2016年 6月 29日  | リアルに眩暈がしたわ今                                                       | -                          |   |
| #104   | 2016年 7月 6日   | 元手10万円で得する株主優待                                                   | -                          |   |
| #105   | 2016年 7月 13日  | あ・・・ 水性だった                                                          | -                          |   |
| #106   | 2016年 7月 20日  | 今日の神なんなん？ ・・・楽しそうやな                                        | -                          |   |
| #107   | 2016年 7月 27日  | 酒飲める日だ                                                                 | -                          |   |
| #108   | 2016年 8月 3日   | ヤベェ カイジみたい カイジだ！                                               | -                          |   |
| #109   | 2016年 8月 10日  | 私の絵心なめんなよ！                                                         | -                          |   |
| #110   | 2016年 8月 17日  | 今村がじゃんけん全部負けたらどないなんねん！                                 | -                          |   |
| #111   | 2016年 8月 24日  | も～、文句しかでぇへんわ                                                     | -                          |   |
| #112   | 2016年 8月 31日  | 別にそんな興味ないけど                                                       | フリーマーケットに出店した | - |
| #113   | 2016年 9月 7日   | オススメは足ツボ                                                             | -                          |   |
| #114   | 2016年 9月 14日  | 油を売らない 喧嘩を売らない                                                  | -                          |   |
| #115   | 2016年 9月 21日  | 私本気ですよ                                                                 | -                          |   |
| #116   | 2016年 9月 28日  | アァ嫌だ～ クチャっとしていい？ 自分で                                       | -                          |   |
| #117   | 2016年 10月 5日  | 京都金杯なので GⅢだから・・・                                                | -                          |   |
| #118   | 2016年 10月 12日 | たまんねぇな！ 100万だって！                                                 | -                          |   |
| #119   | 2016年 10月 19日 | ワックス！ ワックス！                                                        | -                          |   |
| #120   | 2016年 10月 26日 | 今日ぼく服白いんです                                                         | -                          |   |
| #121   | 2016年 11月 2日  | いける時ピーやわ                                                             | -                          |   |
| #122   | 2016年 11月 9日  | ホワイエで終わったよ 俺は                                                    | -                          |   |
| #123   | 2016年 11月 16日 | 愛され続けて15年！                                                           | -                          |   |
| #124   | 2016年 11月 23日 | 金包む袋                                                                     | -                          |   |
| #125   | 2016年 11月 30日 | いかん！ また金の話をしている 気づいたら                                     | -                          |   |
| #126   | 2016年 12月 7日  | あっちは人数も多いしさ！                                                     | -                          |   |
| #127   | 2016年 12月 14日 | あー、君ですねぇ                                                             | -                          |   |
| #128   | 2016年 12月 21日 | ジェンガみたいなってる ジェンガみたいなってる                                | -                          |   |
| #129   | 2016年 12月 28日 | ナチュラルに受け入れている自分がいる                                         | -                          |   |

| 2017年 | 2017年           | 2017年 | 2017年                                           |
| ------ | ---------------- | --- | ------------------------------------------------ |
| #130   | 2017年 1月 4日   | これ、アニメ始まるぜ | -                                                |
| #131   | 2017年 1月 11日  | エレベーターあんじゃん | -                                                |
| #132   | 2017年 1月 18日  | 何わたし心臓ダメだよ | -                                                |
| #133   | 2017年 1月 25日  | 何これ 自主的にエロい話しちゃった                                                                                           | -                                                |
| #134   | 2017年 2月 1日   | それがウゼェんだよ クソババァ！                                                                                             | -                                                |
| #135   | 2017年 2月 8日   | 悪いことではないのに 悪いことしているみたい                                                                                 | -                                                |
| #136   | 2017年 2月 15日  | いつか私 社長とかになってんじゃね？                                                                                         | -                                                |
| #137   | 2017年 2月 22日  | 原始人の原に板 | -                                                |
| #138   | 2017年 3月 1日   | OK！ 把握！ 彩夏把握！ | -                                                |
| #139   | 2017年 3月 8日   | 三代目のJ SOULになる？ | -                                                |
| #140   | 2017年 3月 15日  | 今村自分のスケジュールを知らなさすぎて震える                                                                                | -                                                |
| #141   | 2017年 3月 22日  | いや多分私がごめんなさい | -                                                |
| #142   | 2017年 3月 29日  | 出発進行！！ | -                                                |
| #143   | 2017年 4月 5日   | あやちゃん元気になりたい！                                                                                                  | -                                                |
| #144   | 2017年 4月 12日  | スタジオか？ スタジオなのか？                                                                                               | 超A&G+公式サイトに掲載するトピックスの文章を作成 |
| #145   | 2017年 4月 19日  | ヒィィィィ 忘れてタァァァ！                                                                                                 | 友達（会話ロボ・OHaNAS）                         |
| #146   | 2017年 4月 26日  | 高原里奈あるよなってなんだ                                                                                                  | -                                                |
| #147   | 2017年 5月 3日   | あやかソフトクリームたべたい                                                                                                | -                                                |
| #148   | 2017年 5月 10日  | まぁWikipediaがすごいだけだけど                                                                                             | -                                                |
| #149   | 2017年 5月 17日  | お父さん お父さん お父さんこんな名前？                                                                                      | -                                                |
| #150   | 2017年 5月 24日  | 丸井とかのがいいんじゃない？                                                                                                | -                                                |
| #151   | 2017年 5月 31日  | え？上から着るだけでいいの？私今日ワンピースだべや                                                                          | -                                                |
| #152   | 2017年 6月 7日   | これが天丼 | -                                                |
| #153   | 2017年 6月 14日  | I MA MU RA | -                                                |
| #154   | 2017年 6月 21日  | フード付きネックピロー | -                                                |
| #155   | 2017年 6月 28日  | あぁ蜂がいる | -                                                |
| #156   | 2017年 7月 5日   | ｿﾝﾅｺﾄﾅｲﾄｵﾓｲﾏｽﾖ | -                                                |
| #157   | 2017年 7月 12日  | 流れ来てんなこれ やべーべ                                                                                                   | -                                                |
| #158   | 2017年 7月 19日  | 見えない。先が見えない。 | -                                                |
| #159   | 2017年 7月 26日  | 脳ミソ左に回転する？ | -                                                |
| #160   | 2017年 8月 2日   | まぁそういうラジオか | -                                                |
| #161   | 2017年 8月 9日   | 前回の収録の後、無事デリバリーが到着。秘密基地が使えることを知り、デリバリーを持って、12階の秘密基地に向かう今村であったが… | 今村彩夏生誕祭                                   |
| #162   | 2017年 8月 16日  | 人の足の間から… | -                                                |
| #163   | 2017年 8月 23日  | 海開き？もう開いてるわ | -                                                |
| #164   | 2017年 8月 30日  | バレなきゃいいんじゃないの？                                                                                                | -                                                |
| #165   | 2017年 9月 6日   | オレはやる！やってやるぞ！                                                                                                  | -                                                |
| #166   | 2017年 9月 13日  | これは神は知っていたのか？                                                                                                  | -                                                |
| #167   | 2017年 9月 20日  | 手ぬるいなぁ貴様は | -                                                |
| #168   | 2017年 9月 27日  | あ、もう、いや、わ、気づいたわ                                                                                              | -                                                |
| #169   | 2017年 10月 4日  | 心臓キュンってなるけん、ホント                                                                                              | -                                                |
| #170   | 2017年 10月 11日 | あやちゃんあのね、数字が大事！                                                                                              | -                                                |
| #171   | 2017年 10月 18日 | いや知らんけど 違うSTAYGOLDかな？                                                                                           | -                                                |
| #172   | 2017年 10月 25日 | 太陽すら上手に描けない | -                                                |
| #173   | 2017年 11月 1日  | 正解も言わなきゃ勉強になんないでしょ！                                                                                      | -                                                |
| #174   | 2017年 11月 8日  | ドキドキできることはどこにでも転がっているってことさ                                                                        | -                                                |
| #175   | 2017年 11月 15日 | えーなんかスプーン出てきたんですけど！                                                                                      | -                                                |
| #176   | 2017年 11月 22日 | あ、やっぱ金だよな | -                                                |
| #177   | 2017年 11月 29日 | え？超フォトジェニック | -                                                |
| #178   | 2017年 12月 6日  | ちょっとクリスマスっぽいやん                                                                                                | -                                                |
| #179   | 2017年 12月 13日 | 引いた！…開けた！ | -                                                |
| #180   | 2017年 12月 20日 | ゴショウチノトオリヨワイバングミナノデハンロンノヨチハナイ                                                                  | -                                                |
| #181   | 2017年 12月 27日 | これキュってやんの？キュってやんの？キュってやんの？キュってやんの？キュってやんの？キュってやったで？                      | -                                                |

| 2018年 | 2018年          | 2018年                                       | 2018年                              |
| ------ | --------------- | -------------------------------------------- | ----------------------------------- |
| #182   | 2018年 1月 3日  | 待って、路地裏ドキドキする                   | -                                   |
| #183   | 2018年 1月 10日 | ちゃんと仕事してるのに怒られるなんて理不尽だ | -                                   |
| #184   | 2018年 1月 17日 | ホント地獄                                   | -                                   |
| #185   | 2018年 1月 24日 | この番組の行く末が怖い                       | -                                   |
| #186   | 2018年 1月 31日 | ぜんざい                                     | -                                   |
| #187   | 2018年 2月 7日  | コンプライアンス コンプライアンス            | -                                   |
| #188   | 2018年 2月 14日 | 体が重メェ                                   | -                                   |
| #189   | 2018年 2月 21日 | ミキティと一緒にお話したよ                   | -                                   |
| #190   | 2018年 2月 28日 | おい喋れよ                                   | -                                   |
| #191   | 2018年 3月 7日  | コテコテの関西人が海外に行ってもええんか？   | -                                   |
| #192   | 2018年 3月 14日 | このスタジオスゴイ！                         | -                                   |
| #193   | 2018年 3月 21日 | オハナスもあげちゃう！                       | -                                   |
| #194   | 2018年 3月 28日 | 米粒にあやまれ                               | -                                   |
| #195   | 2018年 4月 4日  | 私、誰と結婚したん？                         | -                                   |
| #196   | 2018年 4月 11日 | 引くやと思ったら押すやった                   | -                                   |
| #197   | 2018年 4月 18日 | 本当にこんなん買って使うの？                 | -                                   |
| #198   | 2018年 4月 25日 | あやふや。あやふや                           | -                                   |
| #199   | 2018年 5月 2日  | ロックン長生きだな                           | -                                   |
| #200   | 2018年 5月 9日  | これやったことあるよ                         | -                                   |
| #201   | 2018年 5月 16日 | なんか・・・主みたい                         | -                                   |
| #202   | 2018年 5月 23日 | リスナーも覚えてねえよ                       | -                                   |
| #203   | 2018年 5月 30日 | すごい。じぇだいますたーって馬いる           | -                                   |
| #204   | 2018年 6月 6日  | エッチ・スケッチ・バトンタッチ               | -                                   |
| #205   | 2018年 6月 13日 | 立つ鳥跡を濁さず的なね                       | -                                   |
| #206   | 2018年 6月 20日 | 髪の毛美味しい 髪の毛美味しい                | -                                   |
| #207   | 2018年 6月 27日 | 12階のスタジオが空いてるよ                   | 2018年6月23日のイベントの模様を放送 |

## スタジオの変遷
| 2014年                           | 2014年 | 2014年 |
| 放送回                           | スタジオ | 備考 |
| -------------------------------- | --- | --- |
| #1                               | 文化放送第1スタジオ | 「名番組の証」とも言える文化放送第1スタジオで第1回の前半のみ映像付き収録を行った。                                                                                                 |
| #1                               | 無し | 第1回開始数分でスタジオ他多くのものを奪われ(詳しくはエピソードを参照)、スタジオ無しで収録を行った。                                                                                |
| #2                               | 無し | 第1回開始数分でスタジオ他多くのものを奪われ(詳しくはエピソードを参照)、スタジオ無しで収録を行った。                                                                                |
| 秘密基地                         | 第2回でスタジオを探し、「文化放送メディアプラスホールのロビーとホールをつなぐ隙間のスペース」を「秘密基地」と名付け、その場所で収録を行うようになった。 | |
| 秘密基地                         | 第2回でスタジオを探し、「文化放送メディアプラスホールのロビーとホールをつなぐ隙間のスペース」を「秘密基地」と名付け、その場所で収録を行うようになった。 | #3 - #6 |
| #7 - #8                          | 文化放送メディアプラスホール控室 | 秘密基地を追い出されてしまったため、空いていた文化放送メディアプラスホールの控室を使用した。秘密基地に比べ空調がない点は変わらないものの、光や鏡が有り環境としては良くなっている。 |
| #9 - #10                         | JR山手線車内 | 限られた時間内に収録するというパーソナリティとしての力をつけるため、1時間で1周するJR山手線で2本分の収録を行うことになった。                                                        |
| #11                              | 文化放送メディアプラスホール控室 | 文化放送メディアプラスホール控室で収録していたが、作業が始まったことを理由に避難を始めた。                                                                                         |
| #11                              | 廊下(ゴミ箱前) | 結局他に場所が見つからなかったため、#12途中まで廊下で収録。 |
| #12                              | 廊下(ゴミ箱前) | 結局他に場所が見つからなかったため、#12途中まで廊下で収録。 |
| 文化放送メディアプラスホール控室 | 控室が空いたため、再び文化放送メディアプラスホールの控室で収録を行った。                                                                                | |
| #13                              | 秘密基地 | 第6回以来の「文化放送メディアプラスホールのロビーとホールをつなぐ隙間のスペース」 、通称秘密基地での収録。                                                                         |
| #13                              | 文化放送2階の連絡橋 | この収録時に行われたリスナー集合企画の会場に移動、渡すときの会話など企画の一部のみが放送された。                                                                                   |
| #13                              | 秘密基地 | 企画終了後元の場所に戻ってエンディングが行われた。 |
| #14                              | 秘密基地 | 番組CMの作成を学ぶ。最後は恐らく階段でキャッチを収録する。 |
| #14                              | 編集スタジオ | 番組CMの作成を学ぶ。最後は恐らく階段でキャッチを収録する。 |
| #15                              | 秘密基地 | 粘土細工を行う。 |
| #16                              | 秘密基地 | |
| #17                              | 秘密基地 | |
| #17                              | 文化放送10階（A&G事業部） | |
| #18                              | 会議室 | |
| #18                              | 文化放送10階（A&G事業部） | |
| #18                              | 階段 | |
| #19                              | #18とは違う会議室 | |
| #19                              | 文化放送ビルエレベーター | |
| #19                              | 文化放送駐車場 | |
| #19                              | 文化放送ちかQ | |
| #20                              | 文化放送放送事業局（8階） | |
| #21                              | 文化放送そばのカラオケボックス | |
| #22                              | 秘密基地 | |
| #22                              | 文化放送A&G事業部（10階） | |
| #24                              | 会議室 | |
| #24                              | 文化放送10階 | |
| #25                              | 会議室 | |
| #25                              | 駐車場 | |
| #26                              | 渋谷ヒカリエ | |
| #26                              | メディアファクトリー前 | |

| 2015年  | 2015年                               | 2015年 |
| 放送回  | スタジオ                             | 備考   |
| ------- | ------------------------------------ | ------ |
| #27     | メディアファクトリー                 |        |
| #28     | 秘密基地                             |        |
| #28     | 文化放送メディアプラスホールラウンジ |        |
| #29     | 秘密基地                             |        |
| #30     | 秘密基地                             |        |
| #30     | 文化放送放送事業局（8階）            |        |
| #30     | 文化放送A&G事業部（10階）            |        |
| #31     | 秘密基地                             |        |
| #32     | 秘密基地                             |        |
| #32     | エレベーター近くの給湯室             |        |
| #33     |                                      |        |
| #34     | 打ち合わせスペース                   |        |
| #35     | 打ち合わせスペース→屋外              |        |
| #36     | 秘密基地                             |        |
| #37     | Anime Japan会場（東京ビッグサイト）  |        |
| #38     | 路線バス（清川村行）                 |        |
| #39     | 宮ヶ瀬レイクサイドエフエム           |        |
| #40     | 会議室                               |        |
| #41     | 文化放送10階                         |        |
| #42,#43 | 宮ヶ瀬レイクサイドエフエム           |        |
| #44     | 秘密基地                             |        |
| #45     |                                      |        |
| #46     | 宮ヶ瀬レイクサイドFM                 |        |
| #47     | 清川村内                             |        |
| #48,#49 | 事務所                               |        |
| #50     | 宮ヶ瀬レイクサイドFMの近く           |        |
| #51     | 宮ヶ瀬レイクサイドFM                 |        |
| #52,#53 | 秘密基地                             |        |

## コーナー
番組内では「コーナー」という名前で扱われることは少ないが、この項ではコーナーとして扱う。この項では番組内で行われることを記載する。
近況トーク
毎回冒頭に行われる、今村の近況を話すコーナー。決まったコーナー名はない。ラジオの神様からそれとなく時事の質問を受け、そこから話を広げていくこともある。
リスナーからのメール
俗に言う「ふつおた」コーナー。特にお題を設けずにリスナーからのメールを募集し、そのメールを紹介する。今村はこのコーナーのことを「この番組の唯一の救い」と呼んでいる。
かみわりのコーナー
ラジオの神様からの質問に今村が答えるコーナー。第10回放送でリスナーに名前を問われ、第11回放送で今村が腹を割って話すから「はらわり」と神様が異様にデレデレするから「かみでれ」という二択に絞ってきたのを見て、神様が「まあ...『かみわり』でいいや」ということになりコーナー名が公式に決定した。特にコーナー名等言わずにこのコーナーに入る場合が多い。第7回放送で「尺が足りるならやらなくてもよい」とラジオの神様が話しており、実施されない可能性もある。
ラジオに足りないものを取り戻すための試練
第1回で失った、ラジオに足りないものを取り戻すために今村が数々の試練に挑んでいくコーナー。
ジングり・ジングる
コーナーとコーナーの間に行われる。ジングルを没収されているため、その代わりにリスナーから届いたシチュエーションで番組名を言うというだけのジングルを行う。BGMも没収されているため、BGMなしで行われる。第6回ではリスナーからのシチュエーション案を全て使い尽くしてしまうという事件が起きた。
キャッチコピー
2016年4月28日放送分より開始。コーナーとコーナーの間に行われる。今村のキャッチコピーをリスナーから募集するコーナー。

## ゲスト
- 第 1回(2014年 7月 9日) - 大下菜摘(電話出演・但し内容ははっきりとは聞こえない状況であった)
- 第 4回(2014年 7月30日) - 見守る人(事務所の社長・「わーお」一言のみの出演)
- 第17回(2014年10月30日) - 文化放送A&G事業部部長
- 第18回(2014年11月6日) - 文化放送A&G事業部女性社員、文化放送放送事業局男性社員
- 第22回(2014年12月4日) - 文化放送A&G事業部部長
- 第27回(2015年 1月15日) - KADOKAWAメディアファクトリーBC アブソリュート・デュオプロデューサー、スタッフ、アシスタント
- 第30回(2015年 2月 5日) - 文化放送放送事業局女性社員、文化放送放送事業局男性社員、文化放送A&G事業部部長
- 第36回(2015年 3月19日) - 諏訪彩花(初の正式なゲスト)
- 第44回(2015年 5月14日) - 宮本太一(馬)
- 第48回(2015年 6月11日）- 事務所の社長
- 第49回(2015年 6月18日）- 渡辺はるか
- 第58・59回(2015年 8月20・27日）- 事務所の社長
- 第132・133回(2017年 1月19・26日）- 渡辺はるか
- 第161回(2017年 8月10日) - 高垣彩陽
- 未放送回(2014年10月13日収録) - 長谷川のび太

## エピソード
- 第1回は「名番組の証」として文化放送第1スタジオで動画配信収録を行った[2]が、開始数分で「ラジオの神様」によって全て(BGM、映像、スタジオ、収録スタッフ等)を取り上げられ、突如としてスタジオ外、しかも屋外に放り出されるという事態になった。第2回では文化放送の建物外から収録を開始するという扱いを受けた。
- 第3回、効果音自作の為「音の出る物」を都内の倉庫（他番組で使用した物の保管場所）から持ち出した。持ち出した物はトライアングル、バイオリン、剣、銃など、楽器ではないものも含まれていた。
- 第4回のサブタイトルにもなった「うめおにぎり」は、「ケータリングを出してやろう」というラジオの神様に対してリクエストしたもの。しかしラジオの神様が小銭を持っていなかったという理由で入手することはできなかった。
- 第4回で効果音を取り戻したが、スタッフがいないため効果音はラジカセとCDで今村が自ら流さなくてはならず、さらにどのトラックにどんな音が入っているかもわからないため、調子はずれの効果音が流れるという状況に陥った。
- 第5回では誕生日回が行われ、ラジオの神によって誕生日企画が行われた。
  - まず、ラジオの神が無料でバースデーケーキをプレゼントしてくれることになったが、「サプライズ」を没収されているということで、今村自ら自分のバースデーケーキを買いに行くことになった。
  - さらに、リスナーに電話をかけて誕生日おめでとうメッセージを貰えれば番組からプレゼントを貰えるということで、リスナーに電話をかけたが、3回のチャンスのうち最初の2回がどちらもつながらず、最後の1回をマネージャーにかけ、プレゼントを獲得した。獲得したプレゼントは時間を計るためのストップウォッチであった。
- 第7回ではラジオの神様が扇風機を欲したことも有り、扇風機を借りに行くことになったが「暑いアピール」をするために、今村が熱々のうどんを食べてから扇風機を借りに行った。
- 第39回放送から月に1回宮ヶ瀬レイクサイドエフエムのスタジオで収録することになった。また、この回から宮ヶ瀬レイクサイドエフエムでの放送が始まった[8]。
- 最終回となる第207回放送の2日後に今村は芸能活動引退を表明。声優活動を行っていた全期間、当番組をともにしていたことになる。

## イベント
2014年
ラジオ「今村彩夏 STAY GOLD」リスナー集合企画(2014年9月23日)
第11回放送で、ラジオの神様から「改編期を乗り越えるためにはリスナーを1人以上集めろ」という試練が出て行われた企画。集まった47人のリスナーには急遽用意したオリジナルステッカーが配布された。第11回放送のサブタイトルはこのイベントの集合場所が「文化放送2階の連絡橋」であったことから付けられている。また、これが番組初のリスナー参加企画となった。
2015年
AnimeJapan 2015 Tシャツお渡し会（2015年3月22日）
「2000円の番組Tシャツが何枚売れたかで番組の存続が変わる。」と謳い、3月11日の放送で発表した所、当日、無事に100枚を売り、存続につながった。
今村彩夏 STAY GOLD〜村民の集いin清川村（2015年8月16日）
コミケの真っ只中に、宮ヶ瀬湖畔野外音楽堂にて、行われたイベント。その様子は、後日番組で2回に分けて放送された。集まったリスナーは、26人。イベント開催に合わせ、超!A&Gショップにて、今村デザインの村民うちわが販売され、会場でも20枚販売された。
第一回・FM今村（2015年10月10日）
今村彩夏　STAY GOLD 池袋シネマチ祭2015 スペシャルステージ（2015年11月7日）
当日の模様は超!A&G+にて放送された。
第三回・FM今村（2015年12月4日）
2016年
第四回・FM今村（2016年1月10日）
第五回・FM今村（2016年2月21日）
第六回・FM今村in大阪（2016年3月21日）
今村彩夏STAYGOLD AnimeJapan 2016 トートバッグ+お渡し会!!
2018年
今村彩夏STAYGOLDラストイベント（2018年6月23日）

## グッズ
IMMRAYKSG DJCD
2018年6月23日のラストイベントで限定300枚のみ販売。
- 収録内容
  - 通常放送から厳選したエピソード（#1、#2、#5、#7、#9、#10、#30、#33、#38、#39、#49、#67、#71、#125、#181、#200）
  - 宮ケ瀬レイクサイドエフエムで放送された場外放送の全エピソード（#38-63）
  - 2014年10月13日に収録された未放送話